# Piet van der Kuil
Piet van der Kuil (Velsen, 10 februari 1933) is een Nederlands voormalig voetballer die uitkwam voor onder meer Ajax, PSV en het Nederlands voetbalelftal.

## Loopbaan
Van der Kuil speelde in zijn jeugd voor VSV. De rechtsbuiten brak door in het eerste van deze ploeg en maakte op 19-jarige leeftijd reeds zijn debuut in het Nederlands elftal, in een wedstrijd op 6 april 1952 tegen België. Hij was meteen een vaste waarde in Oranje en behoorde ook tot de selectie voor de Olympische Zomerspelen 1952, waar het voetbalteam kansloos met 5-1 tegen Brazilië verloor. 
In 1955 tekende Van der Kuil een contract voor Ajax, waar hij in vier seizoenen 53 doelpunten maakte. In 1959 werd hij voor 130.000 gulden door PSV overgenomen. Bij de Eindhovense club kreeg hij tevens de mogelijkheid een opleiding tot instrumentmaker te volgen.
Van der Kuil behoorde in deze periode tot de beste Nederlandse spelers. In de Eredivisie was hij ieder jaar goed voor zo'n tien doelpunten. Hij behoorde tot de vaste keus van bondscoach Elek Schwartz en stond in de belangstelling van clubs uit binnen- en buitenland. Desondanks bleef Van der Kuil bij PSV. Op 14 oktober 1962 speelde hij zijn veertigste en laatste interland, tegen België. In totaal scoorde hij negen doelpunten voor Nederland. In 1963 ging hij van PSV naar Blauw-Wit, waar hij één seizoen voor speelde. In 1964 keerde hij terug naar zijn geboorteplaats Velsen, naar Telstar dat een jaar eerder was voortgekomen uit VSV en Stormvogels. In 1966 beëindigde hij zijn carrière.

## Trainer
Direct na zijn afscheid als actief voetballer werd hij trainer. Op zondag bij vierdeklasser Halfweg en 's zaterdags bij SV Spakenburg waar hij na een paar maanden, in oktober 1966, vertrok.
Van der Kuil was daarna werkzaam bij diverse clubs en een jaar, in het seizoen 1974/75, als assistent bij Haarlem.
In 1986 kwam hij weer terug in het profvoetbal. Bij FC Volendam volgde hij Bobby Haarms op die als assistent naar Ajax terugkeerde. Van der Kuil sloot zijn carrière in 1993 af bij Telstar waar hij vijf jaar assistent-trainer was.
Daarna bleef hij bij de voetballerij betrokken. Hij richtte een eigen voetbalschool op en trainde tot op hoge leeftijd de jongste pupillen van Telstar.   

## Clubstatistieken
| Seizoen | Club      | Land      | Competitie                   | Duels | Goals |
| ------- | --------- | --------- | ---------------------------- | ----- | ----- |
| 1949/50 | VSV       | Nederland | Eerste klasse West I         | 12    | 3     |
| 1950/51 | VSV       | Nederland | Eerste klasse C              | 19    | 2     |
| 1951/52 | VSV       | Nederland | Eerste klasse B              | 26    | 12    |
| 1952/53 | VSV       | Nederland | Eerste klasse A              | 26    | 9     |
| 1953/54 | VSV       | Nederland | Eerste klasse B              | 24    | 17    |
| 1954/55 | VSV       | Nederland | Eerste klasse A (afgebroken) | 6     | 1     |
| 1954/55 | VSV       | Nederland | Eerste klasse D              | 25    | 9     |
| 1955/66 | Ajax      | Nederland | Hoofdklasse A                | 34    | 16    |
| 1956/57 | Ajax      | Nederland | Eredivisie                   | 28    | 11    |
| 1957/58 | Ajax      | Nederland | Eredivisie                   | 33    | 10    |
| 1958/59 | Ajax      | Nederland | Eredivisie                   | 30    | 16    |
| 1959/60 | PSV       | Nederland | Eredivisie                   | 34    | 9     |
| 1960/61 | PSV       | Nederland | Eredivisie                   | 27    | 9     |
| 1961/62 | PSV       | Nederland | Eredivisie                   | 32    | 12    |
| 1962/63 | PSV       | Nederland | Eredivisie                   | 21    | 10    |
| 1963/64 | Blauw-Wit | Nederland | Eredivisie                   | 23    | 1     |
| 1964/65 | Telstar   | Nederland | Eredivisie                   | 23    | 3     |
| 1965/66 | Telstar   | Nederland | Eredivisie                   | 16    | 5     |
| Totaal  | Totaal    | Totaal    | Totaal                       | 439   | 155   |

## Erelijst
| Competitie                     | Aantal | Jaren   |     |     |
| VSV                            | VSV    | VSV     | VSV | VSV |
| ------------------------------ | ------ | ------- | --- | --- |
| Kampioen Eerste klasse West II | 1x     | 1948/49 |     |     |
| Ajax                           |        |         |     |     |
| Kampioen Eredivisie            | 1x     | 1956/57 |     |     |
| PSV                            |        |         |     |     |
| Kampioen Eredivisie            | 1x     | 1962/63 |     |     |